# Lampsaco
Làmpsaco (in greco antico Λάμψακος, Lámpsakos, in latino Lampsăcus o Lampsăcum, inizialmente conosciuta come Pitiusa Πιτυοῦσσα Pityū̀ssa) fu una polis greca della Troade, Asia minore, situata sulla riva sud dello stretto dei Dardanelli, nell'Ellesponto, vicino all'attuale città turca di Lapseki.
Al tempo delle colonie greche dell'Asia minore Lampsaco era sede di un'importante zecca.